# نهر سياشين الجليدي

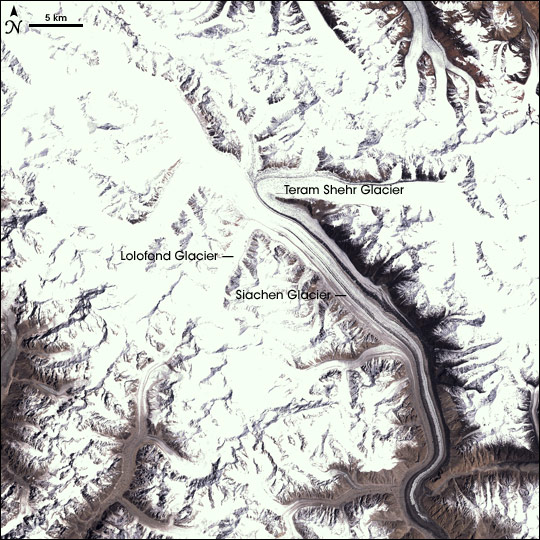
مشهد ملتقط بالقمر الصناعي لنهر سياتشن الجليدي ، كشمير.

يقع نهر سياشين الجليدى في شرق كاراكورام في جبال الهيمالايا على خط السيطرة بين الهند وباكستان .   ، وهو أطول نهر جليدي في كاراكورام والثاني في المناطق غير القطبية في العالم .  يقع على ارتفاع 5,753 متر (18,875)   قدم) فوق مستوى سطح البحر في قمته في أنديرا كول على الحدود الصينية وصولا إلى 3620 م (11.875   قدم) في النهاية . يخضع نهر سياتشن الجليدي حاليا لإدارة الهند منذ عام 1984.     تسيطر باكستان على المنطقة الواقعة غرب سالتورو ريدج، بعيدًا عن الجبل الجليدي . 